# لودنوسین
لودنوسین (به انگلیسی: Lodenosine) با فرمول شیمیایی C۱۰H۱۲FN۵O۲ یک ترکیب شیمیایی با شناسه پاب‌کم ۷۲۱۸۰ است. که جرم مولی آن 253.23 g/mol می‌باشد. 